# Transit O-8
Transit O-8 – amerykański wojskowy satelita nawigacyjny; ósmy statek Transit serii operacyjnej.
Stanowił część systemu nawigacji dla okrętów podwodnych US Navy przenoszących pociski balistyczne typu UGM-27 Polaris. Zbudowany przez Naval Avionics Facility. Ostatecznie przestał działać po około 11 miesiącach z powodu awarii.

## Opis
Odbiorcy sygnałów emitowanych przez satelity Transit, w przypadku Transit O-8 głównie okręty podwodne, posiadali urządzenia, które wyznaczały swoją pozycję przez zestawienie aktualnego znanego położenia satelity i parametrów emitowanych przez niego sygnałów radiowych, z uwzględnieniem efektu Dopplera. Odbierany sygnał był przetworzony z uwzględnieniem poprawek wynikających z zachowania się fal radiowych w jonosferze.
Satelita pozostaje na orbicie okołoziemskiej, której trwałość szacuje się na około 1000 lat.